# Amy Gumenick

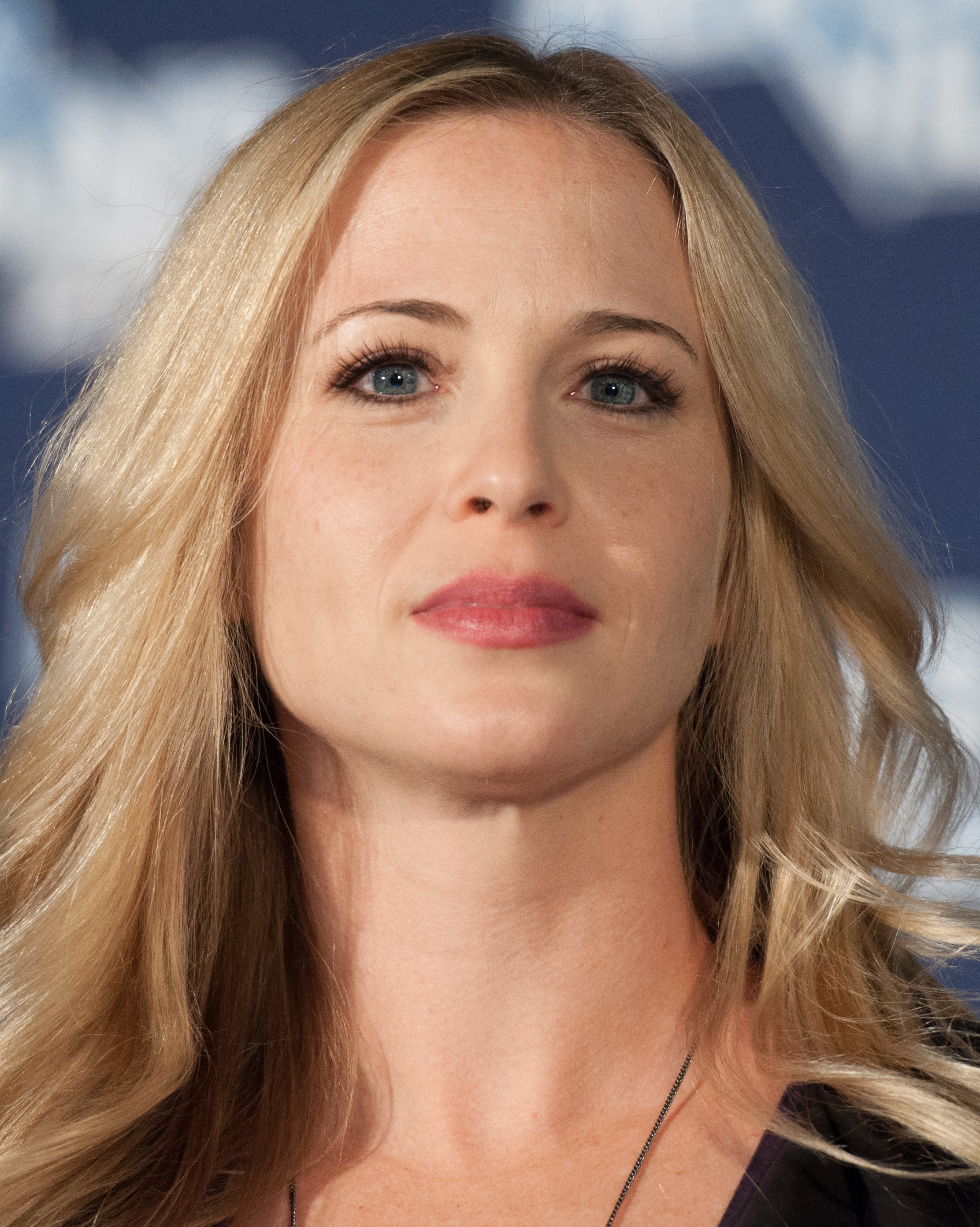
Amy Gumenick (2016)

Amy Jaclyn Gumenick (* 17. Mai 1986 in Hudiksvall Schweden) ist eine schwedisch-US-amerikanische Schauspielerin in Film, Fernsehen und Theater.

## Leben
Amy Jaclyn Gumenick ist eine schwedisch-amerikanische Schauspielerin, geboren am 17. Mai 1986 in Hudiksvall, Schweden. Sie ist die Tochter eines russischen Vaters und einer polnischen Mutter und besitzt sowohl die schwedische als auch die US-amerikanische Staatsbürgerschaft.
Sie absolvierte ihr Studium an der University of California, Santa Barbara und erhielt 2008 einen BFA in Theater mit Schwerpunkt Schauspiel.

## Karriere
Während ihrer Studienzeit war sie unter anderem Mitglied der Theatricians Theater Group, einer experimentellen Theatertruppe, mit der sie in Produktionen wie bobrauschenbergamerica auftrat – dort spielte sie die Rolle des Girl Phils. Darüber hinaus wirkte sie in klassischen und modernen Stücken wie Timon of Athens, Woyzeck und Hair mit.
Der Kurzfilm mit dem Titel Sayonara Elviko war 2005 ihr erster Schauspielauftritt, bevor sie in Army Wives mitwirkte. Danach spielte sie in einer Reihe von Webisoden für die Serie My Own Worst Enemy, bevor sie als junge Mary Campbell, die später Mary Winchester wurde, in Supernatural gecastet wurde.
Weitere Gastrollen folgten in den Serien How I Met Your Mother, Grey’s Anatomy, Ghost Whisperer und Bones, bevor sie die Hauptrolle in Natalee Holloway erhielt.
Später folgten weitere Rollen in Serien wie Castle, My Superhero Family, The Glades, The Closer, Grimm, CSI: Miami, CSI: NY und Rules of Engagement.
Bekannt wurde sie für ihre Rollen als Natalee Holloway in dem gleichnamigen Fernsehfilm (2009) und dessen Fortsetzung, als jungeMary Winchester in Supernatural (2008–2010), als Carrie Cutter / Cupid in Arrow (2014–2019) und als Philomena Cheer in Turn: Washington’s Spies (2014–2017).

## Filmografie
- 2005: Sayonara Elviko (Kurzfilm)
- 2008: Army Wives (Fernsehserie, 1 Folge)
- 2008: My Own Worst Enemy (Fernsehserie, 6 Folgen)
- 2008–2009: Greek (Fernsehserie, 2 Folgen)
- 2008, 2010: Supernatural (Fernsehserie, 2 Folgen)
- 2009: Finding Nothing (Kurzfilm)
- 2009: Quitting (Kurzfilm)
- 2009: Just Add Water (Kurzfilm)
- 2009: How I Met Your Mother (Fernsehserie, 1 Folge)
- 2009: Grey’s Anatomy (Fernsehserie, 1 Folge)
- 2009: Ghost Whisperer (Fernsehserie, 1 Folge)
- 2009: Bones (Fernsehserie, 1 Folge)
- 2009: Natalee Holloway
- 2010: Castle (Fernsehserie, 1 Folge)
- 2010: My Superhero Family (Fernsehserie, 1 Folge)
- 2011: The Glades (Fernsehserie, 1 Folge)
- 2011: The Closer (Fernsehserie, 1 Folge)
- 2011: Grimm (Fernsehserie, 1 Folge)
- 2011: Justice for Natalee Holloway
- 2012: CSI: Miami (Fernsehserie, 1 Folge)
- 2013: CSI: NY (Fernsehserie, 1 Folge)
- 2013: America 101 (Kurzfilm)
- 2013: Rules of Engagement (Fernsehserie, 1 Folge)
- 2014: Hard Crime
- 2014: The One
- 2014–2017: Turn: Washington’s Spies (Fernsehserie, 11 Folgen)
- 2014–2019: Arrow (Fernsehserie, 7 Folgen)
- 2015: The Binding
- 2018: Bird Box – Schließe deine Augen
- 2021: Sweet Dreams (Kurzfilm)
- 2024: Criminal Minds (Fernsehserie, 1 Folge)